# Földközi-tengeri régió

A Földközi-tengeri régió Törökország regionális térképén

A Földközi-tengeri régió (törökül: Akdeniz Bölgesi) egyike Törökország hét régiójának. Nyugatról az Égei-tengeri régió, délről a Földközi-tenger, keletről a Délkelet-anatóliai régió, északról pedig a Közép-anatóliai régió határolja.
A régió keskeny, termékeny partvonala kiváló a mezőgazdaság számára. A területet az anatóliai fennsíkoktól a Toros-hegység láncolata választja el, mely helyenként 2000-2750 méter magas. A meleg égjalatnak köszönhetően megteremnek itt a citrusfélék, a szőlő, a füge, a banán, a legtöbb zöldségféle, a búza, árpa, sőt még a rizs és a gyapot is. A mezőgazdaságilag legfejlettebb terület a Çukurova-alföld, ahol főként gyapotot termelnek, ami a helyi textilipar alapját képezi. A nyarak szárazak és forróak, a telek enyhék; a kedvező időjárás, és a térség homokos tengerpartja ideális hellyé teszi a régiót a turizmus számára.
Kelet felé haladva az Adanát körülvevő térségben főként az áradástól megmentett területeket művelik. Az Adanától keletre fekvő részek mészkőből állnak. Antalya és Adana között húzódik a Toros-hegység, mely elzárja a területet Anatóliától. A Tauruszon viszonylag kevés folyó tör keresztül. Adanán, Antalyán és Mersinen kívül a térségben nem nagyon vannak népesebb városok, bár sok a kisebb, mezőgazdaságból élő település. A térségbe tilos nehézipart telepíteni, így próbálják megőrizni a régió turisztikai szempontból is igen jelentős, tiszta tengervizét.

## Tartományok

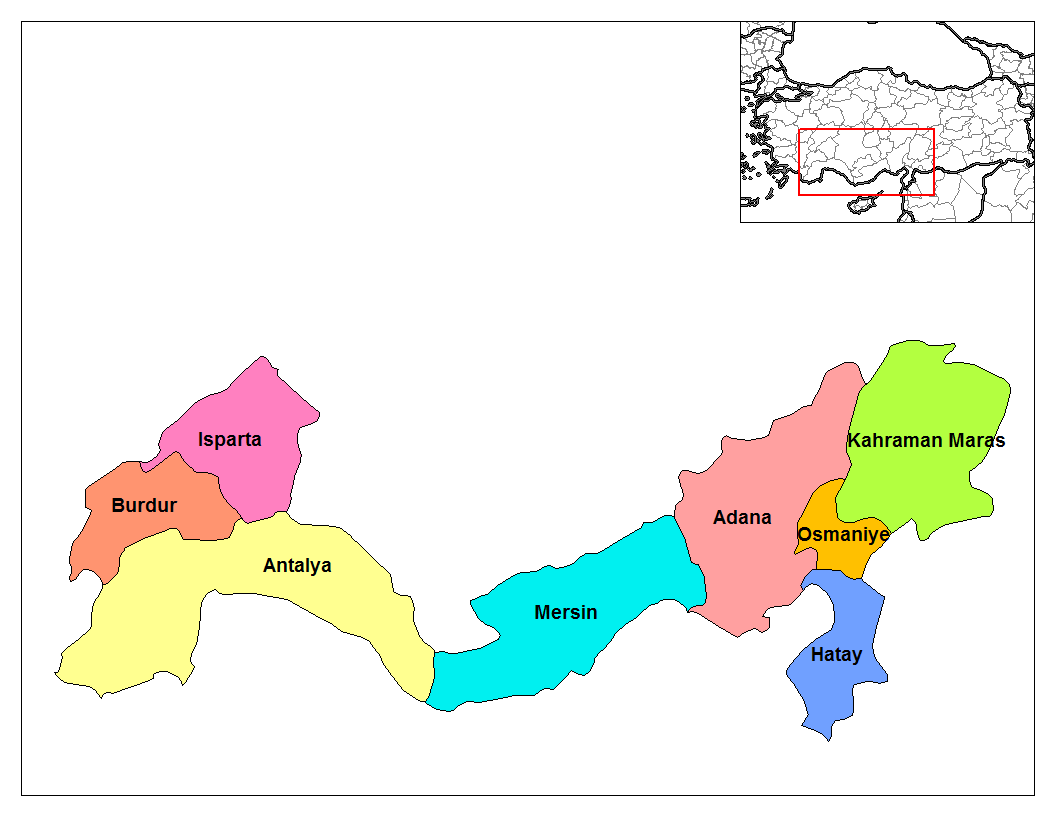
Az Akdeniz régió tartományai

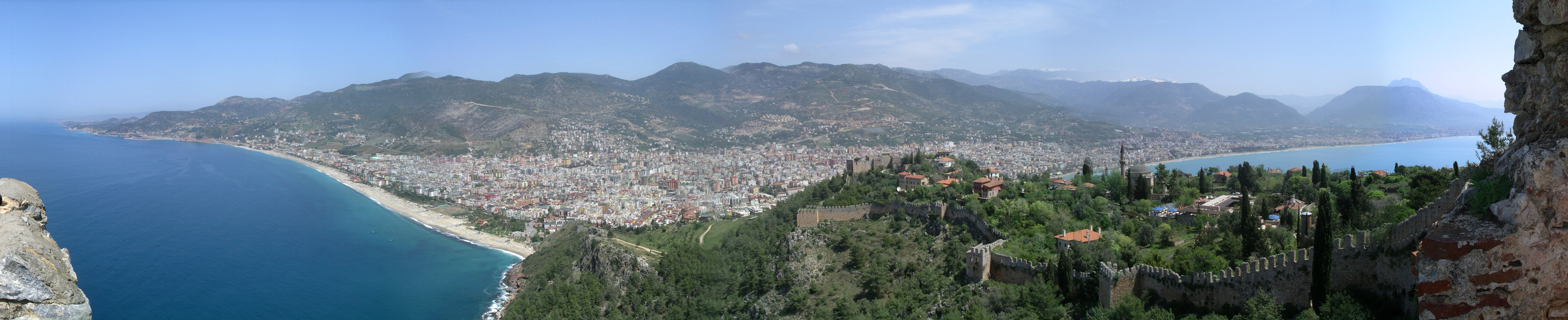
Alanya panorámaképe

- Adana
- Antalya
- Burdur
- Hatay
- Isparta
- Kahramanmaraş
- Mersin
- Osmaniye